# 尼邁馬

尼邁馬是哥倫比亞的城鎮，位於該國中部，由昆迪納馬卡省負責管轄，距離首府波哥大75公里，始建於1710年，面積59平方公里，海拔高度1,189米，2005年人口5,486。
5°08′N 74°23′W / 5.133°N 74.383°W